# ケンジントンロック

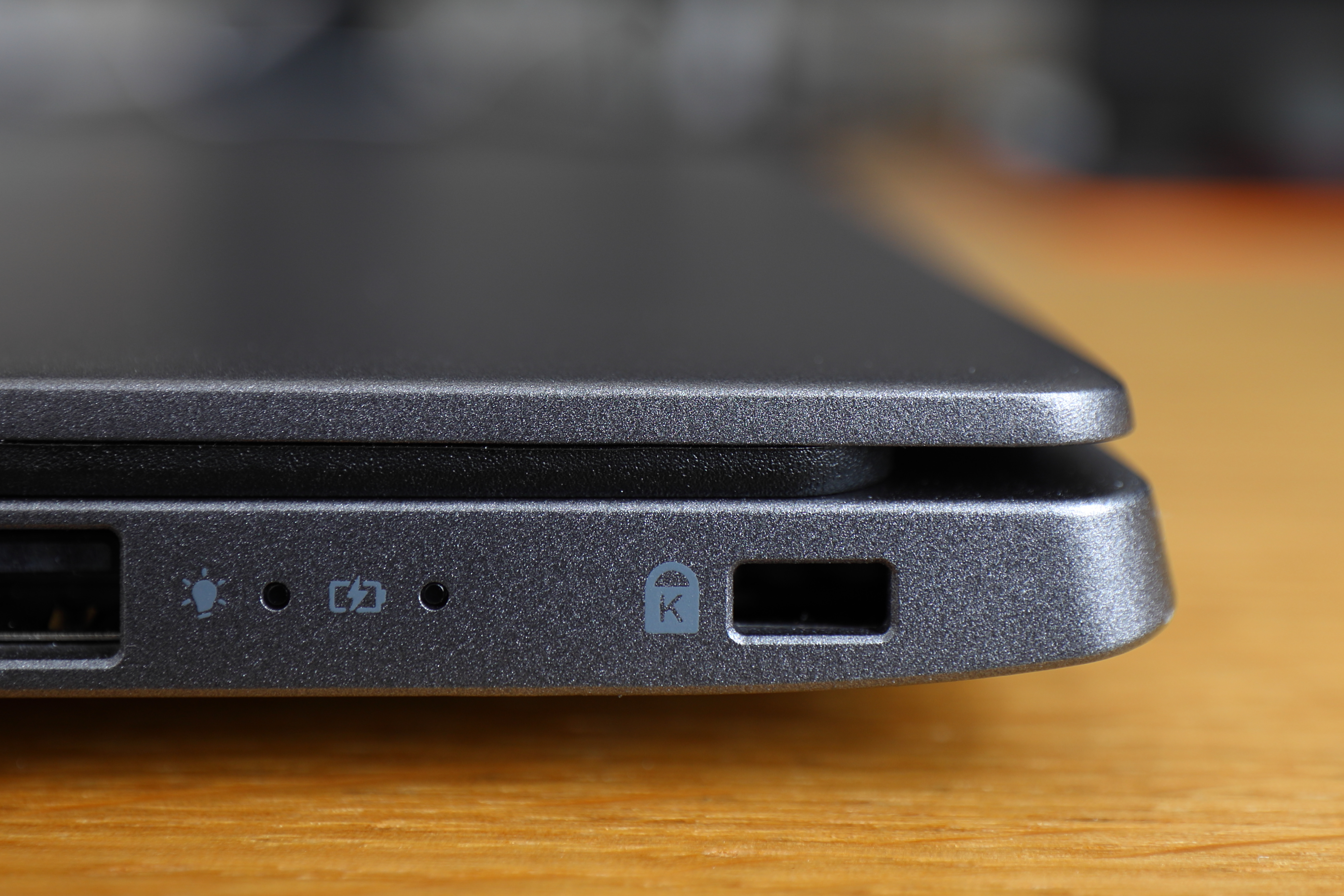
ノートパソコンの側面のセキュリティスロット

ケンジントンロック（セキュリティワイヤー・ワイヤーロック・チェーンロック）とはノートパソコンや液晶ディスプレイなどの小型機器の盗難を防止するための仕組みである。

## 解説
この仕組みでは機器にあるセキュリティスロットと呼ばれる小さな穴にワイヤーやチェーン状の固定器具を差し込み、機器を固定する。ワイヤーは机の脚などの簡単には動かせず取り外しが難しいものに巻き付ける必要がある。